# Fabian Gottlieb von Bellingshausen
Fabian Gottlieb Thaddeus von Bellingshausen (tiếng Nga: Фадде́й Фадде́евич Беллинсга́узен; 20 tháng 9 [lịch cũ 9 tháng 11] năm 1778 - 25 tháng 1 [lịch cũ 13 tháng 1] năm 1852), là một sĩ quan hải quân người Đức Baltic trong Hải quân Đế quốc Nga, kiêm người vẽ bản đồ và nhà thám hiểm, và cuối cùng đã vươn lên chức đô đốc. Ông đã tham gia vào chuyến đi vòng quanh Nga đầu tiên trên toàn cầu và sau đó trở thành một nhà lãnh đạo của một cuộc thám hiểm vòng quanh thế giới khác và phát hiện ra lục địa Nam Cực.
Bellingshausen bắt đầu phục vụ trong Hạm đội Baltic của Nga, và nổi tiếng sau khi tham gia chuyến đi vòng quanh Trái Đất đầu tiên của Nga vào năm 1803-1806, phục vụ trên con tàu buôn Nadezhda dưới sự chỉ huy của Adam Johann von Krusenstern. Sau cuộc hành trình, ông đã xuất bản một bộ sưu tập các bản đồ của các khu vực và các hòn đảo mới được khám phá ở Thái Bình Dương. Sau đó, ông chỉ huy một số tàu của Hạm đội Baltic và Biển Đen.
Là một người vẽ bản đồ nổi bật, Bellingshausen được chỉ định để chỉ huy chuyến đi vòng quanh thế giới của Nga vào năm 1819-1821, dự định khám phá Nam Đại Dương và tìm vùng đất ở gần Nam Cực. Mikhail Lazarev đã chuẩn bị cuộc thám hiểm, là đội trưởng của tàu Mirny, trong khi Bellingshausen chỉ huy tàu Vostok, là chỉ huy thứ hai của đoàn. Trong chuyến thám hiểm này, Bellingshausen và Lazarev đã trở thành những nhà thám hiểm đầu tiên nhìn thấy vùng đất ở Nam Cực vào ngày 27 tháng 1 năm 1820 (theo Lịch mới). Hai tàu đã đi vòng quanh lục địa này hai lần và không bao giờ đánh mất tầm nhìn của nhau. Do đó, họ đã bác bỏ khẳng định của Thuyền trưởng Cook rằng không thể tìm thấy đất ở các cánh đồng băng phía Nam. Đoàn thám hiểm đã phát hiện và đặt tên đảo Peter I, ZAVovski, Leskov và Visokoi, Bán đảo Nam Cực và Đảo Alexander (Bờ biển Alexander) và có những khám phá khác ở vùng biển nhiệt đới Thái Bình Dương.
Được thăng chức đề đốc khi trở về, Bellingshausen tham gia Chiến tranh Nga-Thổ Nhĩ Kỳ năm 1828-1829. Được thăng chức thành phó đô đốc, ông lại phục vụ trong Hạm đội Baltic vào những năm 1830, và từ năm 1839, ông là thống đốc quân sự của Kronstadt, nơi ông qua đời. Năm 1831, ông đã xuất bản cuốn sách về những chuyến du hành ở Nam Cực của mình, được gọi là Cuộc điều tra kép về Nam Cực và hành trình vòng quanh thế giới (Двукратные изыскания в южнополярном океане и плавание вокруг света) Nga vinh danh ông như là một trong những đô đốc và nhà thám hiểm vĩ đại nhất của nước này. Nhiều đặc điểm địa lý và địa điểm ở Nam Cực được đặt tên để vinh danh Bellingshausen, kỷ niệm vai trò của ông trong việc khám phá vùng cực nam Trái Đất.